# Campeonato Húngaro de Futebol 2018–19
O Campeonato Húngaro de Futebol de 2018-19 (em húngaro Nemzeti Bajnokság I ou NB I), também conhecido como 2018–19 OTP Bank Liga por razões de patrocínio, também conhecido como, foi a 117ª temporada da primeira divisão do futebol na Hungria. O Videoton foi o campeão defensor.
O calendário de jogos foi publicado em 27 de junho de 2018.

## Equipes
O Balmazújváros e o Vasas terminaram o campeonato anterior (Nemzeti Bajnokság I 2017-18) nos dois últimos lugares e foram rebaixados para a divisão, ou NB II.
As duas equipes rebaixadas foram substituídas pelas duas melhores equipes do Nemzeti Bajnokság II de 2017-18, o campeão MTK e vice-campeão Kisvárda, ambos contando com a licença exigida para jogar na primeira divisão.

### Estádio e localizações
A seguir, a lista de clubes que competiram na liga nesta temporada, com sua localização, estádio e capacidade do estádio.
| Equipe               | Localização             | Estádio                  | Capacidade | Ref          |
| -------------------- | ----------------------- | ------------------------ | ---------- | ------------ |
| Budapeste Honvéd     | Budapeste (Kispest)     | Bozsik Stadion           | 10.000     | [ 2 ]        |
| Debrecen             | Debrecen                | Nagyerdei Stadion        | 20,340     | [ 3 ]        |
| Diósgyőr             | Miskolc                 | Diósgyőri Stadion        | 15,325     | [ 4 ]        |
| Ferencváros          | Budapeste (Ferencváros) | Groupama Aréna           | 22.000     | [ 5 ]        |
| Kisvárda             | Kisvárda                | Várkerti Stadion         | 2,850      | [ 6 ]        |
| Mezőkövesd           | Mezőkövesd              | Városi Stadion           | 4,183      | [ 7 ]        |
| MOL Vidi             | Székesfehérvár          | MOL Aréna Sóstó          | 14,201     |              |
| MOL Vidi             | Felcsút                 | Pancho Aréna             | 3.816      | [ 8 ]        |
| MTK Budapest         | Budapeste (Józsefváros) | Hidegkuti Nándor Stadion | 5,322      | [ 9 ] [ 10 ] |
| Paks                 | Paks                    | Fehérvári úti Stadion    | 6.150      | [ 11 ]       |
| Puskás Akadémia      | Felcsút                 | Pancho Aréna             | 3.816      | [ 8 ]        |
| Szombathelyi Haladás | Szombathely             | Haladás Sportkomplexum   | 9,859      |              |
| Újpest               | Budapeste (Újpest)      | Szusza Ferenc Stadion    | 13,501     | [ 12 ]       |

### Pessoal e kits
Todas as equipas são obrigadas a ter o logotipo do patrocinador da liga, o OTP Bank, bem como o logotipo do Nemzeti Bajnokság I na manga direita da sua camisa.
Nota: As bandeiras indicam a seleção como definida nas regras de elegibilidade da FIFA. Os jogadores e gerentes podem ter mais de uma nacionalidade que não seja da FIFA.
| Team                 | Chairman            | Head coach        | Captain          | Kit manufacturer | Sponsors             |
| -------------------- | ------------------- | ----------------- | ---------------- | ---------------- | -------------------- |
| Budapest Honvéd      | George F. Hemingway | Attila Supka      | Đorđe Kamber     | Macron           |                      |
| Debrecen             | Gábor Szima         | András Herczeg    | Dániel Tőzsér    | Adidas           | Grand Casino         |
| Diósgyőr             | Gergely Sántha      | Fernando          | Zoltán Lipták    | 2Rule            | Borsodi              |
| Ferencváros          | Gábor Kubatov       | Serhiy Rebrov     | Dániel Böde      | Nike             | Magyar Telekom       |
| Kisvárda             | Attila Révész       | László Dajka      | Lucas            | Adidas           | MasterGood           |
| Mezőkövesd           | András Tállai       | Attila Kuttor     | Pál Lázár        | Adidas           | Cronus, Zsóry Bath   |
| MOL Vidi             | István Garancsi     | Marko Nikolić     | Roland Juhász    | Adidas           | MOL                  |
| MTK Budapest         | Tamás Deutsch       | Tamás Feczkó      | József Kanta     | Nike             | Prohuman             |
| Paks                 | János Süli          | Aurél Csertői     | Zsolt Gévay      | Jako             |                      |
| Puskás Akadémia      | Lőrinc Mészáros     | János Radoki      | Lajos Hegedűs    | 2Rule            | Mészáros és Mészáros |
| Szombathelyi Haladás | Béla Illés          | Ferenc Horváth    | Gábor Király     | 2Rule            |                      |
| Újpest               | Roland Duchâtelet   | Nebojša Vignjević | Róbert Litauszki | Joma             | Volkswagen Centrum   |

| Classificação | Jogador                          | Clube           | Objetivos |
| ------------- | -------------------------------- | --------------- | --------- |
| 1             | ligação=\|borda Davide Lanzafame | Ferencváros     | 16        |
| 1             | ligação=\|borda Filip Holender   | Honvéd          | 16        |
| 3             | ligação=\|borda Josip Knežević   | Puskás Akadémia | 12        |
| 3             | ligação=\|borda Roland Varga     | Ferencváros     | 12        |
| 5             | ligação=\|borda Stefan Dražić    | Mezőkövesd      | 11        |
| 6             | ligação=\|borda Marko Šćepović   | MOL Vidi        | 10        |
| 7             | ligação=\|borda Danilo           | Honvéd          | 9         |
| 7             | ligação=\|borda János Hahn       | Paks            | 9         |
| 7             | ligação=\|borda Zoltán Horváth   | Kisvárda        | 9         |
| 7             | ligação=\|borda Gábor Molnár     | Mezőkövesd      | 9         |
| 7             | ligação=\|borda Soma Novothny    | Újpest          | 9         |

### Hat-tricks
| Nome                          | Para        | Contra   | Rodada | Resultado | Encontro               |
| ----------------------------- | ----------- | -------- | ------ | --------- | ---------------------- |
| ligação=\|borda Dániel Böde   | Ferencváros | Diósgyőr | 12     | 4–1       | 27 de outubro de 2018  |
| ligação=\|borda Soma Novothny | Ujpest      | Kisvárda | 14     | 4–1       | 10 de novembro de 2018 |

## Média de público
| Pos | Equipe          | Total   | Maior  | Menor | Média  | mudança   |
| --- | --------------- | ------- | ------ | ----- | ------ | --------- |
| 1   | Ferencváros     | 182.155 | 20.675 | 6.771 | 10.715 | + 18,2% † |
| 2   | Diósgyőr        | 68.060  | 12.203 | 2.070 | 4.254  | + 24,1% † |
| 3   | Haladás         | 55.318  | 8 294  | 1.220 | 3.457  | + 11,8% † |
| 4   | Debrecen        | 60.298  | 7.002  | 1.828 | 3.547  | −9,4% †   |
| 5   | MOL Vidi        | 54.025  | 11.251 | 696   | 3.178  | + 51,3% ² |
| 6   | Újpest          | 50.952  | 8.719  | 1.435 | 2.831  | −18,2% †  |
| 7   | Mezőkövesd      | 38.292  | 4.032  | 1.014 | 2.393  | + 2,0% †  |
| 8   | MTK             | 39.565  | 4.587  | 1.381 | 2.473  | + 81,0% ¹ |
| 9   | Kisvárda        | 36.184  | 3.385  | 1.090 | 2.262  | + 77,4% ¹ |
| 10  | Honvéd          | 30.603  | 3.579  | 500   | 1.913  | −23,8% †  |
| 11  | Puskás Akadémia | 22.786  | 3.838  | 418   | 1.340  | + 11,8% † |
| 12  | Paks            | 15.794  | 2.100  | 300   | 987    | −4,5% †   |
|     | Total da liga   | 654.032 | 20.675 | 300   | 3.303  | + 13,6% † |